# Miquel Manuel Serra Pastor
Miquel Manuel Serra Pastor (Sóller, 1903 — Palma, 1980) va ser un escriptor i periodista.
Fill del metge Pere Serra Canyelles i de Trinitat Pastor Borràs. Devers el 1920 va anar a l'Argentina, a Misiones, d'on tornà el 1923, per casar-se amb Carme Bauçà Mayol, l'any 1927. Fills seus foren Pere Antoni, Antoni i Trinitat Serra Bauçà. Quan els germans Miquel i Andreu Arbona l'any 1926 fundaren el Grup Esperantista Solleric, Miquel Serra en va ser el secretari. També fou vocal de la banda de música Lira Sollerense. El setembre de 1930 fou un dels signants del manifest "El Centre Autonomista a l'opinió",
Treballà a l'Ajuntament de Sóller i després, al Banc de Sóller, integrat més tard dins el Banco Hispano-Americano. Col·laborà a l'Almanac de les Lletres i La Nostra Terra. També escrigué a Baleares, Diario de Mallorca i, sobretot, en el setmanari Sóller. Publicà la traducció al català de La familia de Pascual Duarte, de C.J. Cela, el recull de narracions Agredolç, proses inquietes (1952), el recull De tot vent (1984), publicat pòstumament, i la biografia novel·lesca Crist (1958). També escrigué l'assaig Fornalutx (1972).